# Habronattus trimaculatus
Habronattus trimaculatus is een spinnensoort in de taxonomische indeling van de springspinnen (Salticidae).
Het dier behoort tot het geslacht Habronattus. De wetenschappelijke naam van de soort werd voor het eerst geldig gepubliceerd in 1945 door Elizabeth Bangs Bryant.